# Eugammon de Cyrène
Eugammon de Cyrène est un poète grec antique de l'époque archaïque à qui est attribuée la Télégonie, l'une des épopées du Cycle troyen, qui s'achève par la mort d'Ulysse, tué par Télégonos, le fils qu'il a eu de Circé. Originaire de Cyrène, Eugammon semble avoir été actif dans les années 560 av. J.C. environ. Les divers testimonia qui le mentionnent ne rapportent rien d'autre concernant sa vie. Clément d'Alexandrie, dans ses Stromates, l'accusait cependant d'avoir copié tout un livre de Musée (peut-être le Musée d'Athènes légendaire) concernant les Thesprotes.